# Barrage d'Alqueva

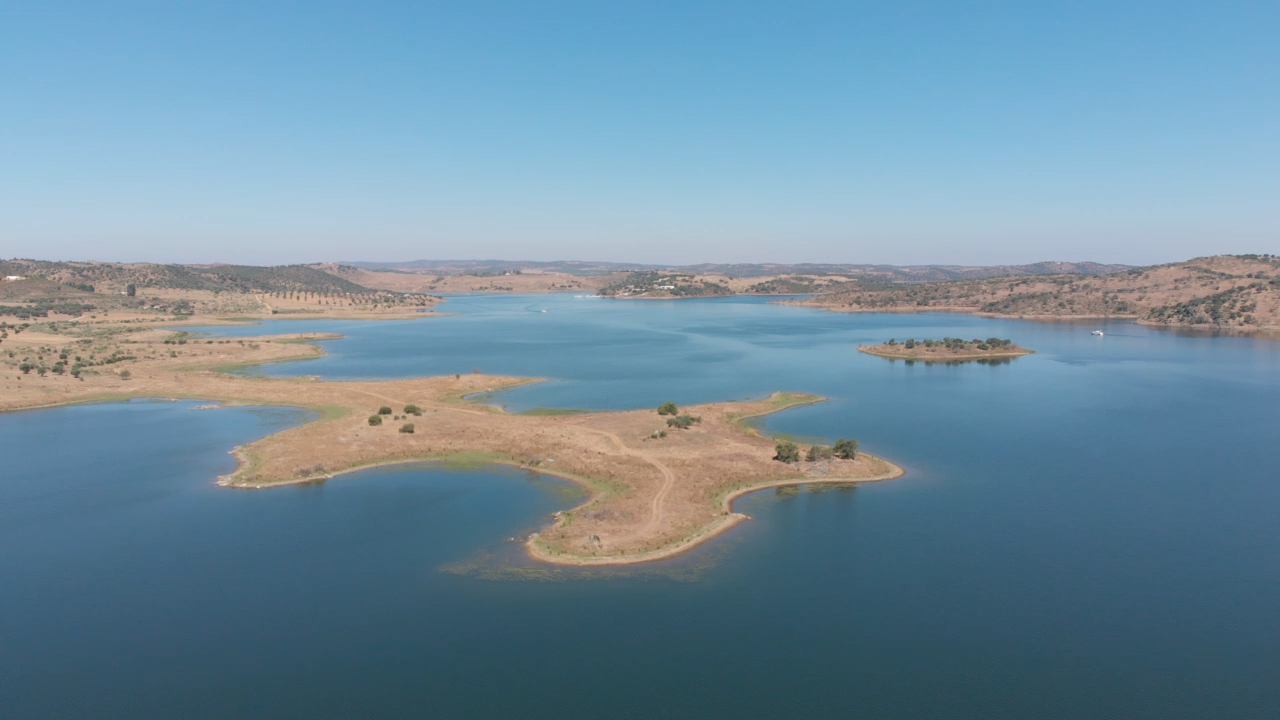
Vue sur un bras Ouest de la retenue d'Alqueva. Au fond, au centre, la Marina d'Amieira.

Le barrage d'Alqueva (en portugais : barragem de Alqueva) est un barrage hydroélectrique situé sur le cours du Guadiana dans la région de l'Alentejo, au sud du Portugal.
Le lac artificiel créé pour ce barrage est, avec 250 km2, un des plus grands lacs artificiels d'Europe occidentale, tant en superficie qu'en volume,.

## Situation
Le barrage est situé sur le cours inférieur du Guadiana, en limite des districts de Beja et d'Evora, à 4 km au sud-est d'Alqueva, à 8 km au nord-ouest de Moura et à 150 km de Lisbonne.

## Histoire
Dès les années 1950, le dictateur portugais Salazar décide de faire réaliser une étude de faisabilité pour un barrage dans la région. En 1968, un accord luso-espagnol pour l'utilisation des cours d'eau communs est conclu. Mais c'est après la révolution des œillets que le conseil des ministres approuve la réalisation du projet, dont le chantier préliminaire (infrastructures et fondations) débute en 1976 avant d'être interrompu deux ans plus tard.
Le projet est relancé en 1993 par une décision du gouvernement portugais qui créé la Commission pour les entreprises d'Alqueva (CIEA) et la reprise des travaux a lieu en 1995.
Par le biais d'une résolution du conseil des ministres de 1996, le gouvernement assure l'avancée inéluctable du chantier avec ou sans l'aide financière de l'Union européenne. Celle-ci va supporter environ la moitié de l'investissement dans le cadre du FEDER, pour un coût total d'environ 2 milliards d'euros.
En 1998, les opérations de bétonnage commencent. L'année 2002 voit le début du remplissage du lac artificiel ainsi que l'ouverture de la route reliant Portel à Moura passant sur le barrage. Enfin, l'inauguration de la centrale hydro-électrique a lieu en 2004.